# أل غارتن
أل غارتن (بالإنجليزية: Al Garten)‏ هو مدير فني أمريكي، ولد في 20 يونيو 1905 في كانساس في الولايات المتحدة، وتوفي في 3 يوليو 1981 في واتسونفيل في الولايات المتحدة.